# Маурер, Инго
Инго Маурер (нем. Ingo Maurer, 12 мая 1932[…], Райхенау — 21 октября 2019[…], Мюнхен) — немецкий промышленный дизайнер, специализирующийся на проектировании ламп и световых установок. Его прозвали «поэтом света».

## Биография
Маурер родился острове Райхенау, Боденское озеро, Германия. Его отец был рыбаком, он рос среди ещё четырёх братьев и сестёр. После стажировки в качестве наборщика, он начал изучать графический дизайн в Мюнхене. В 1960 году Маурер уехал из Германии в США, где работал в Нью-Йорке и Сан-Франциско в качестве внештатного графического дизайнера, в том числе для IBM.В 1963 году он вернулся в Германию, основав компанию Design M, разрабатывающую и производящую лампы по его собственным проектам. Позже компания была переименована в «Ingo Maurer GmbH». Один из его первых дизайн-проектов, the Bulb (1969), был включен в коллекцию Музея Современного Искусства.
В 1984 году он представил низковольтную проводную систему YaYaHo, состоящую из двух горизонтально закрепленных металлических тросов и ряда регулируемых осветительных элементов с галогенными лампами. Это принесло ему мгновенный успех. Маурера попросили создать специальные инсталляции YaYaHo для выставки «Огни, я думаю о вас» в Центре Жоржа Помпиду в Париже, на Вилле Медичи в Риме и в Институте французской архитектуры в Париже.
В 1989 году Фонд Cartier pour l’Art Contemporain в Жуи-Ан-Жоза под Парижем организовал выставку " Ingo Maurer: Light Chance Reflection ". Для этой выставки Маурер впервые создал световые объекты и инсталляции, которые не предназначались для серийного производства.
С 1989 года его дизайн-объекты были представлены в серии выставок, в том числе в Городском музее Амстердама (1993). В 2002 году музей дизайна Vitra организовал передвижную выставку «Инго Маурер: Свет, достигающий луны» с несколькими экспозициями в Европе и Японии. В 2007 году Смитсоновский музей дизайна Купер Хьюитт в Нью-Йорке представил выставку «Вызывая магию: освещение Инго Маурера» .
Маурер создал множество объектов, используя светодиоды. Первым стал осветительный объект Bellissima Brutta в 1996 году. В 2001 году он представил настольную лампу со светодиодами под названием EL.E.Dee. С 2006 года он также экспериментирует с органическими светодиодами, представив в 2006 году два объекта и настольную лампу ограниченным тиражом.
Помимо проектирования светильников для серийного производства, Инго Маурер создавал и планировал световые установки для общественных или частных помещений. В Мюнхене он создал световые инсталляции на станции метро Вестфридхоф (1998), кроме того, светодизайнер преобразил освещение станции метро Мюхнер Фрайхайт (2009) и дизайн подземного автовокзала Мариенплатц (2011). Маурер освещал подиум для показа мод в Париже в 1999, а в 2006 создал несколько инсталляций для интерьеров уникального здания «Атомиум» в Брюсселе.
Среди его наиболее известных проектов-крылатая лампа Lucellino (1989) и Porca Miseria! (1994), подвесная лампа, сделанная из фарфоровых осколков. 
С начала 1980-х годов Маурер работает с командой молодых дизайнеров и разработчиков. Компания «Ingo Maurer GmbH» имела два выставочных зала: один в Мюнхене, другой в Нью-Йорке.
Инго Маурер умер в Мюнхенской больнице 21 октября 2019 года.

## Награды
- 2000 Lucky Strike Designer Award of Raymond Loewy Foundation, Germany
- 2002 Collab’s Design Excellence Award, Philadelphia Museum of Art
- 2003 Georg Jensen Prize, Copenhagen
- 2003 Oribe Award, Japan
- 2005 Royal Designers for Industry, Royal Society of Arts, London
- 2006 Honorary doctorate of Royal College of Art, London
- 2010 Design Award of the Federal Republic of Germany
- 2011 Compasso d’Oro, category career